# Teories de la conspiració de la demolició controlada del World Trade Center

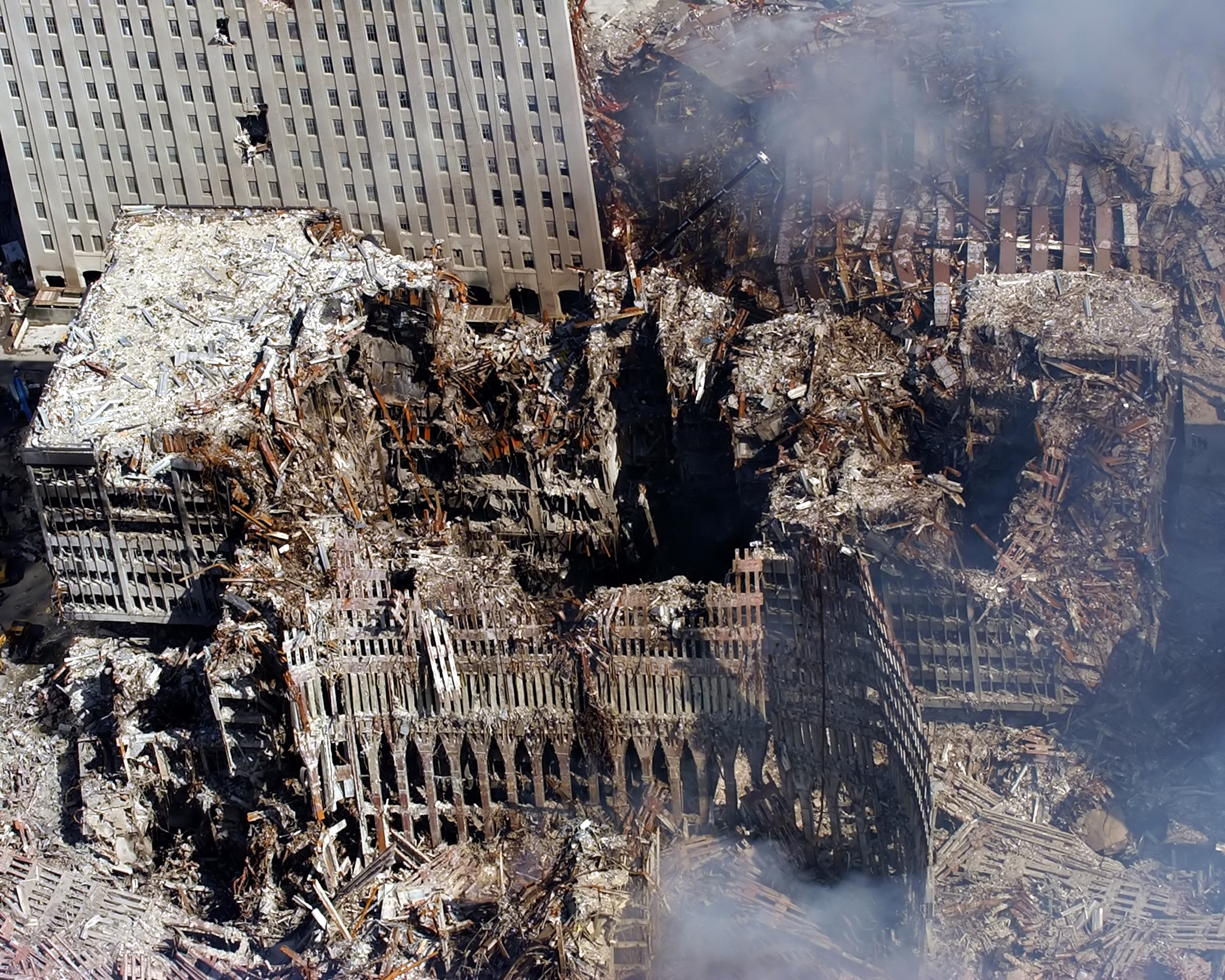
Vista aèria del camp de runes de la Torre Nord, 6 WTC, i 7 WTC (superior dreta).

Les teories conspiratives de la demolició controlada del World Trade Center són una hipòtesi que sosté que l'esfondrament del World Trade Center no va ser exclusivament causat pel dany de l'impacte de l'avió de passatgers que es va produir en el marc dels atemptats de l'11-S, ni per l'incendi resultant, sinó per explosius instal·lats en els edificis amb antelació. Els primers defensors, com el físic Steven E. Jones, l'arquitecte Richard Gage, l'enginyer de programari Jim Hoffman, i teòleg David Ray Griffin, van argumentar que els impactes de les aeronaus i els incendis resultants no podien haver debilitat els edificis prou per a iniciar un esfondrament catastròfic, i que els edificis no s'haguessen ensorrat del tot, ni a les velocitats que ho van fer, sense energia addicional que implicava afeblir les seues estructures.